# 克萊頓·克里斯坦森
克萊頓·麥格比·克里斯坦森（英語：Clayton Magleby Christensen，1952年4月6日—2020年1月23日）是美國的一名學者、商業顧問、作家，其主要研究領域為技術創新、策略布局。他於1997年的著作《創新的兩難》（Innovator's Dilemma）中提出『破壞性創新』理論，該理論被稱為21世紀初最具影響力的商業理念，使《經濟學人》將他譽為“當代最有影響力的管理思想家”。由於身高高達203公分，他又被稱為是「溫柔的創新巨人」（“The Gentle Giant of Innovation”）。

## 個人簡歷
克里斯坦森於1952年4月6日出生於猶他州鹽湖城，為虔誠的耶穌基督後期聖徒教會的成員，他於楊百翰大學獲得經濟學學士學位，在學期間他請了兩年假，擔耶穌基督後期聖徒教會的全部時間傳教士，他被派往韓國任職，因此他也精通韓語。從楊百翰大學畢業後，克里斯坦森獲得了罗德奖学金，其後先後獲得牛津大學的碩士學位，以及哈佛大學的MBA與博士學位。由於其203公分的身高，在牛津大學期間，他曾是男子籃球隊的一員。
1979年至1984年，他在波士頓諮詢公司擔任顧問和項目負責人。在此期間，他被任命為白宮學者在華盛頓特區擔任美國運輸部長助理。此後，他於1984年與幾位麻省理工学院教授合作創立了陶瓷工艺系统公司（Ceramics Process Systems Corporation），並擔任董事長兼總裁。
1992年起，克里斯坦森在哈佛大學商學院擔任教授。生涯中撰寫了數本著作，並發表了上百篇文章，他發表在《哈佛商業評論》的文章，曾五度榮獲「麥肯錫最佳論文獎」。其著作除了自身專業的商管理論外，也著重生涯規劃、自我價值衡量的課題。

### 健康問題與逝世
2010年2月，克里斯坦森被確診為濾泡性淋巴癌，晚年他也患有白血病及心臟方面疾病，同年7月，他因中風損害了他的部分言語能力，之後他進行了語言復健。在病痛煎熬下，他與之前的學生歐沃斯（James Allworth）和《哈佛商業評論》的編輯狄倫（Karen Dillon）合作，將他心中一些關於人生的體悟出版了《你要如何衡量你的人生？》（英語：How Will You Measure Your Life?）一書。
2020年1月23日，克里斯坦森因癌症併發症，於波士頓一家醫院內過世，享壽67歲。

## 著作
- Christensen, Clayton M. . Boston, Massachusetts, USA: Harvard Business School Press. 1997. ISBN 978-0-87584-585-2.
- Christensen, Clayton M.; Raynor, Michael E., , Boston, Massachusetts, USA: Harvard Business School Press, 2003, ISBN 978-1-57851-852-4.
- Christensen, Clayton M., , Boston, Massachusetts, USA: Harvard Business Press, 2003, ISBN 978-0-07-365915-2. A casebook. Designed as a practical tool to help managers.
- Christensen, Clayton M.; Anthony, Scott D.; Roth, Erik A., , Boston, Massachusetts, USA: Harvard Business School Press, 2004, ISBN 978-1-59139-185-2.
- Christensen, Clayton M.; Horn, Michael, , New York, New York, USA: McGraw-Hill, 2008, ISBN 978-0-07-159206-2.
- Christensen, Clayton M.; Grossman, Jerome H.; Hwang, Jason, , New York, New York, USA: McGraw-Hill, 2008, ISBN 978-0-07-159208-6.
- Christensen, Clayton M.; Eyring, Henry J., , New York, New York, USA: John Wiley & Sons, 2011, ISBN 978-1-11-806348-4.
- Christensen, Clayton M.; Allworth, James; Dillon, Karen, , New York, New York, USA: HarperBusiness, 2012, ISBN 9780062102416.
- Christensen, Clayton M., , Salt Lake City, Utah, USA: Deseret Book, 2013, ISBN 978-1609073169. The What and How of Sharing the Gospel.
- Christensen, Clayton M.; Dillon, Karen; Hall, Taddy; Duncan, David, , New York, New York, USA: HarperBusiness, 2016, ISBN 978-0062435613. The Story of Innovation and Customer Choice.
- Christensen, Clayton M.; Ojomo, Efosa; Dillon, Karen (2019), The Prosperity Paradox: How Innovation Can Lift Nations out of Poverty, New York, New York, USA: HarperBusiness, ISBN 9780062851826.

## 外部連結
- 维基语录上有关克萊頓·克里斯坦森的语录
- 官方網站 （页面存档备份，存于） （英文）
- Interview on NPR's On Point （页面存档备份，存于） - "Clayton Christensen’s Prescription For Health Care", April 14, 2011 (audio)